# Torgon
Torgon é uma estância de esqui situado na comuna suíça de Vionnaz no cantão do Valais na Suíça.

## Turismo
Inteiramente dedicada aos desportos de inverno Torgon está situada entre  La Chapelle-d'Abondance e Châtel, e é uma das 12  estações que fazem parte do domínio esquiável das Portes du Soleil. 
A 1 085 m de altitude a estação tem 10 subidas mecânicas que servem 5 pistas vermelhas e 7 azuis. 